# Anna Campori
Anna Càmpori (Roma, 22 settembre 1917 – Roma, 19 gennaio 2018) è stata un'attrice italiana.

## Biografia
Figlia di attori, Anna Càmpori nasce a Roma, nel quartiere di Trastevere, durante il primo conflitto mondiale. Da adolescente frequenta il liceo classico.

### Carriera artistica
Debutta giovanissima, negli anni venti, quando esordisce nella compagnia teatrale paterna, come cantante d'operetta. In seguito, entra a far parte di una modesta compagnia di prosa. Negli anni trenta, a Napoli, conosce l'attore Pietro De Vico, anch'egli figlio d'arte, il quale diverrà dopo qualche anno suo compagno di vita e di scena. Sempre negli anni trenta passa all'avanspettacolo e alla rivista assieme ai fratelli De Vico, con i quali compie tournée teatrali per tutta l'Italia durante la seconda guerra mondiale.
Nel 1940 assieme al marito Pietro e a due cognati (Antonio e Mario, fratelli di Pietro, con i quali lo stesso aveva precedentemente formato il Trio De Vico), forma una nuova compagnia teatrale dedicata prevalentemente alla rivista, in cui diventa prima donna. Questa esperienza, che tra l'altro riscuote un discreto successo, durerà un decennio, poiché nel 1950 decide di lasciare la compagnia per recitare con Erminio Macario, quell'anno impegnato nell'inscenare La bisbetica sognata, commedia di Enrico Bassano.
Anna Càmpori fonderà poi un'altra compagnia assieme ad Alberto Semprini, Katyna Ranieri e Achille Togliani, dedicandosi principalmente allo spettacolo musicale. Nel 1951 intraprende la carriera cinematografica come saporosa caratterista, partecipando al film Una bruna indiavolata di Carlo Ludovico Bragaglia. Lavorerà spesso al fianco di Totò, quasi sempre nel ruolo di sua moglie, in film come Chi si ferma è perduto (1960) e Gli onorevoli (1963). Tuttavia, le sue partecipazioni cinematografiche saranno rappresentate da ruoli marginali o di spalla.
Per il Teatro Verdi di Trieste nel 1953 è Bombon ne Il paese dei campanelli, e nel 1954 Fifì nel Sogno di un valzer di Oscar Straus e Claretta ne Al cavallino bianco, con Nuto Navarrini ed Elvio Calderoni per la regia di Vito Molinari, nel Castello di San Giusto, trasmesso dalla televisione.
Grande popolarità le arriva con l'interpretazione di Giovanna, la nonna del Corsaro Nero, sceneggiato televisivo per ragazzi andato in onda dal 1961 al 1966. Giovanna, a capo di una ciurma bizzarra di personaggi, era affiancata da Nicolino (il marito Pietro De Vico) e dal "maggiordomo Battista" (Giulio Marchetti). Negli anni settanta, oltre a continuare la sua carriera teatrale, partecipa a diversi film.
Nella stagione teatrale 1979-80 è accanto a Renato Rascel. Durante gli anni ottanta inizia la lunga collaborazione con il regista teatrale Antonio Calenda, che la vuole nella messa in scena di diversi classici, come L'inventore del cavallo di Achille Campanile, Miles gloriosus di Plauto e Le rose del lago di Franco Brusati. Continua intanto a lavorare per il cinema: nel 1982 partecipa a No grazie, il caffè mi rende nervoso di Lodovico Gasparini. Nel 1991 prende parte al film tv Ladri di futuro, l'ultimo nel quale recita il marito Pietro.
Ancora per il Teatro Lirico Giuseppe Verdi di Trieste nel 1981 è Rosa ne L'acqua cheta con Daniela Mazzucato, William Matteuzzi e Sandro Massimini per la regia di Gino Landi, e nel 1983 Madama Picon in Madama di Tebe di Carlo Lombardo con la Mazzucato, Max Renè Cosotti e Massimini.
Il 25 gennaio 2001, nel giorno della sua riapertura, viene invitata da Serena Dandini al Teatro Ambra Jovinelli di Roma, dove aveva assiduamente lavorato in coppia con il marito e i cognati.
Nel 2007, novantenne, è ospite di Pippo Baudo a Domenica in. Nella stessa trasmissione era stata ospite con il marito nel 1997, per festeggiare i sessant'anni di matrimonio.
Compare nuovamente in televisione il 22 ottobre 2010, nel programma I migliori anni, condotto da Carlo Conti.
Nel 2013 Daniele Luchetti la chiama per un'apparizione cameo in Anni felici. Nel 2014 la ERI, edizioni Rai, le dedica il libro Un doppio hurrà per nonna sprint di Barbara Scaramucci e Claudio Ferretti, che ricostruisce la storia anche fotografica del suo lavoro televisivo.
Anna Càmpori muore nella sua casa di Trastevere a Roma, il 19 gennaio 2018, 4 mesi dopo aver compiuto 100 anni. Il funerale è stato celebrato nella chiesa di San Francesco a Ripa. Riposa nel cimitero del Verano accanto al marito Pietro.

## Vita privata
Anna Càmpori è stata sposata con l'attore Pietro De Vico dal marzo 1937 fino alla morte di lui, avvenuta il 10 dicembre 1999.

## Filmografia

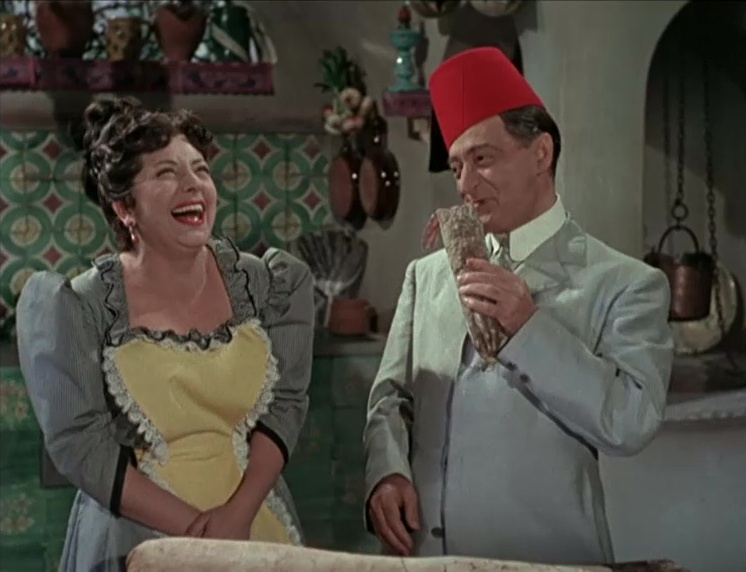
Anna Campori con Totò in Un turco napoletano (1953)

### Cinema
- Una bruna indiavolata!, regia di Carlo Ludovico Bragaglia (1951)
- Noi due soli, regia di Marino Girolami, Vittorio Metz, Marcello Marchesi (1952)
- Un turco napoletano, regia di Mario Mattoli (1953)
- La pattuglia dell'Amba Alagi, regia di Flavio Calzavara (1953)
- Il medico dei pazzi, regia di Mario Mattoli (1954)
- Accadde al commissariato, regia di Giorgio Simonelli (1954)
- Assi alla ribalta, regia di Ferdinando Baldi e Giorgio Cristallini (1954)
- La canzone del cuore, regia di Carlo Campogalliani (1955)
- L'ultimo amante, regia di Mario Mattoli (1955)
- Il coraggio, regia di Domenico Paolella (1955)
- Suor Maria, regia di Luigi Capuano (1955)
- La ragazza di Via Veneto, regia di Marino Girolami (1955)
- I giorni più belli, regia di Mario Mattoli (1956)
- Ci sposeremo a Capri, regia di Siro Marcellini (1956)
- Occhi senza luce, regia di Flavio Calzavara (1956)
- Il canto dell'emigrante, regia di Andrea Forzano (1956)
- A sud niente di nuovo, regia di Giorgio Simonelli (1956)
- Ascoltami, regia di Carlo Campogalliani (1957)
- Susanna tutta panna, regia di Steno (1957)
- La canzone del destino, regia di Marino Girolami (1957)
- C'è un sentiero nel cielo, regia di Marino Girolami (1957)
- Serenate per 16 bionde, regia di Marino Girolami (1957)
- Il cocco di mamma, regia di Mauro Morassi (1957)
- Venezia, la luna e tu, regia di Dino Risi (1958)
- Mia nonna poliziotto, regia di  (1958)
- Perfide ma... belle, regia di Giorgio Simonelli (1958)
- L'amico del giaguaro di Giuseppe Bennati (1958)
- I tartassati, regia di Steno (1959)
- Le cameriere, regia di Carlo Ludovico Bragaglia (1959)
- Quel tesoro di papà, regia di Marino Girolami (1959)
- Prepotenti più di prima, regia di Mario Mattoli (1959)
- Nel blu dipinto di blu, regia di Piero Tellini (1959)
- L'impiegato, regia di Gianni Puccini (1960)
- I piaceri dello scapolo, regia di Giulio Petroni (1960)
- Il mio amico Jekyll, regia di Marino Girolami (1960)
- Caccia al marito, regia di Marino Girolami (1960)
- Risate di gioia, regia di Mario Monicelli (1960)
- Chi si ferma è perduto, regia di Sergio Corbucci (1960)
- Gastone, regia di Mario Bonnard (1960)
- Sua Eccellenza si fermò a mangiare, regia di Mario Mattoli (1961)
- Pesci d'oro e bikini d'argento, regia di Carlo Veo (1961)
- Leoni al sole, regia di Vittorio Caprioli (1961)
- Rocco e le sorelle, regia di Giorgio Simonelli (1961)
- I quattro moschettieri, regia di Carlo Ludovico Bragaglia (1963)
- I soliti rapinatori a Milano, regia di Giulio Petroni (1963)
- Le motorizzate, episodio Il vigile ignoto, regia di Marino Girolami (1963)
- Gli onorevoli, regia di Sergio Corbucci (1963)
- Napoleone a Firenze, regia di Piero Pierotti (1964)
- Te lo leggo negli occhi, regia di Camillo Mastrocinque (1966)
- Ischia operazione amore, regia di Vittorio Sala (1966)
- Una ragazza tutta d'oro, regia di Mariano Laurenti (1967)
- Riderà (Cuore matto), regia di Bruno Corbucci (1967)
- Ric e Gian alla conquista del West, regia di Osvaldo Civirani (1967)
- Cuore matto... matto da legare, regia di Mario Amendola (1967)
- I ragazzi di Bandiera Gialla, regia di Mariano Laurenti (1967)
- Il suo nome è Donna Rosa, regia di Ettore Maria Fizzarotti (1969)
- Io non spezzo... rompo, regia di Bruno Corbucci (1971)
- Storia di fifa e di coltello - Er seguito der Più, regia di Mario Amendola (1972)
- Un uomo, una città, regia di Romolo Guerrieri (1974)
- Pierino medico della S.A.U.B., regia di Giuliano Carnimeo (1981)
- Giggi il bullo, regia di Marino Girolami (1982)
- No grazie, il caffè mi rende nervoso, regia di Lodovico Gasparini (1982)
- Ladri di futuro, regia di Enzo Decaro (1991)
- The Accidental Detective, regia di Vanna Paoli (2003)
- Anni felici, regia di Daniele Luchetti (2013)

### Televisione
- Una domanda di matrimonio, farsa in un atto di Anton Čechov, regia di Silverio Blasi, con Paolo Panelli e Nino Pavese, trasmessa il 29 ottobre 1955 sul  Programma Nazionale
- Giovanna, la nonna del Corsaro Nero, regia di Alda Grimaldi, rivista musicale per ragazzi, trasmessa fra il 1961 e il 1966 sul Programma Nazionale
- Il coraggio, riduzione di Aldo Fabrizi dell'atto teatrale di Augusto Novelli, regia di Marcello Sartarelli, con Fabrizi e la  Mondaini, in onda il 17 giugno 1962 sul Programma Nazionale
- Biblioteca di Studio Uno – antologia del celebre varietà, tre puntate (1964)
- Stasera Fernandel - miniserie, un episodio (1969)
- Diritto di cronaca, regia di Vittorio Sala - film TV (1969)
- Voglia di volare, regia di Pier Giuseppe Murgia - miniserie (1984)
- Avvocato Porta, regia di Franco Giraldi - serie (1997)
- Cuori in campo - film TV (1998)
- Solo x te, regia di Maria Carmela Cicinnati e Peter Exacoustos - film TV (1998)

## Teatro
- Il paese dei campanelli, di Carlo Lombardo, 1953
- Sogno di un valzer, di Oscar Straus,  1954
- Al cavallino bianco, di Ralph Benatzky, regia di Vito Molinari, 1954
- La commedia del Decamerone, di Mario Amendola e Bruno Corbucci, regia di Amendola e Corbucci (1972)
- L'inventore del cavallo, di Achille Campanile, regia di Antonio Calenda, 1982
- L'acqua cheta, di Augusto Novelli, regia di Gino Landi, 1981
- Madama di Tebe, di Carlo Lombardo, 1983
- Cinecittà, di Pier Benedetto Bertòli e Antonio Calenda, con Pietro De Vico e Rosalia Maggio, regia di Antonio Calenda, 1984
- Alta distensione, da Achille Campanile, con Pietro De Vico, regia di Antonio Calenda, 1988
- L'aria del continente, di Nino Martoglio, con Nino Frassica e Pietro De Vico, regia di Antonio Calenda, 1988
- Plautus, ipotesi scenica di Alberto Nassetti e Antonio Calenda, 1990
- Le rose del lago, di Franco Brusati, con Pietro De Vico e Gabriele Ferzetti, regia di Antonio Calenda, 1991[4]
- Parenti serpenti, di Carmine Amoroso, regia di Attilio Corsini (2000)[5]
- La scoperta dell'America di Cesare Pascarella, regia di Attilio Corsini (2003)

## Doppiatrici italiane
- Wanda Tettoni in Venezia, la luna e tu